# Сент Жили (Квебек)
Сент Жили (фр. Sainte-Julie) је град у Канади у покрајини Квебек. Према резултатима пописа 2011. у граду је живело 30.104 становника.

## Становништво
Према резултатима пописа становништва из 2011. у граду је живело 30.104 становника, што је за 3,5% више у односу на попис из 2006. када је регистровано 29.079 житеља.
| 2006.  | 2011.  |
| ------ | ------ |
| 29.079 | 30.104 |